# Itinéraire principal du Portugal

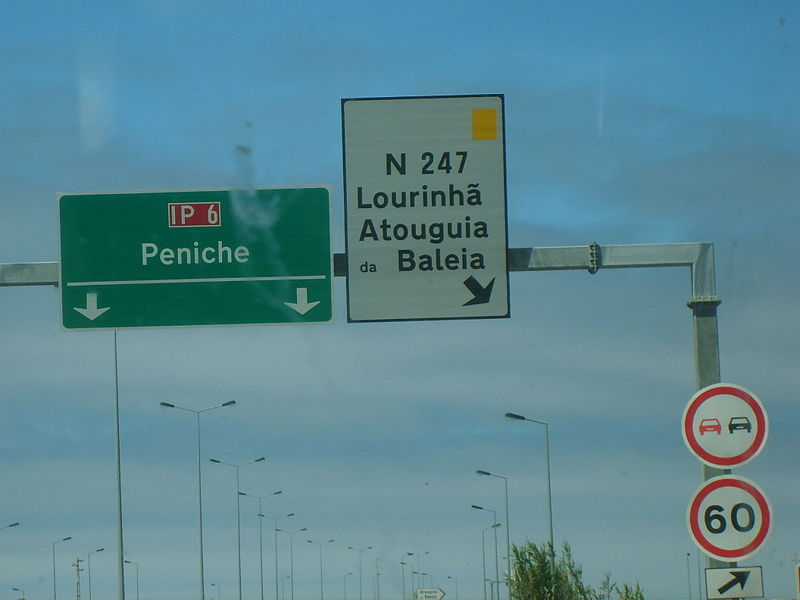
Portique de directions sur un Itinéraire Principal.

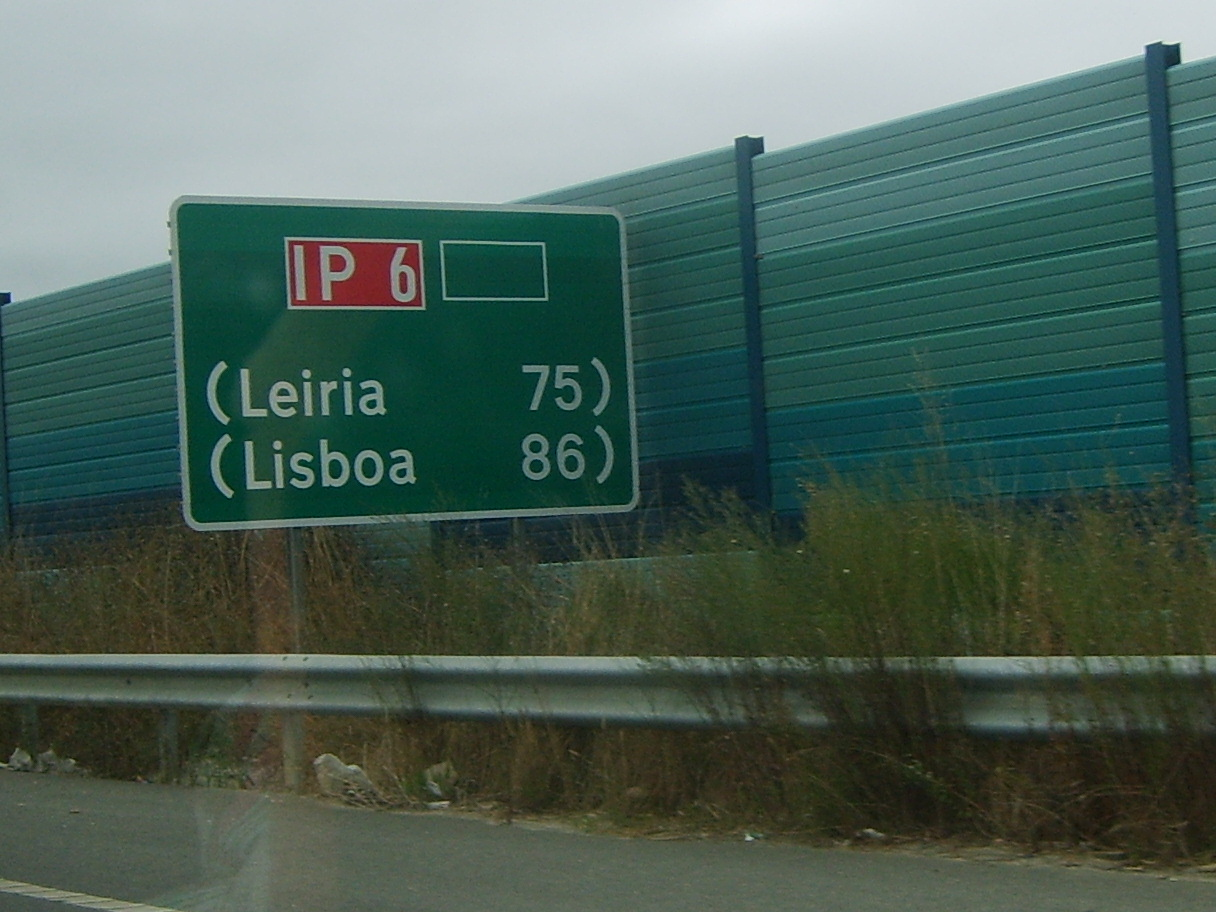
Panneau indiquant les distances sur l'IP-6.

Les Itinéraires Principaux (en portugais :  Itinerarios Principales), abrégés IP, désignent une catégorie de chaussées au Portugal qui relient les capitales de district avec les différents points d'importance présents sur le territoire (ports, aéroports, frontières, etc.).
Ce classement induit aucun gabarit concernant la route et peut s'appliquer aussi bien à une « simple » route nationale qu'à une voie rapide ou encore une autoroute. Toutefois, une forte majorité des itinéraires principaux sont des voies rapides et autoroutes, permettant un parcours plus confortable et sûr.

## Liste des itinéraires principaux
Ci-dessous se trouve la liste des itinéraires principaux du Portugal :
| Sigle | Nom | Trajet                               | Cap                |
| ----- | --- | ------------------------------------ | ------------------ |
|       | Itinerário Principal do Litoral (« Itinéraire principal du littoral »)                                       | Valença – Castro Marim               | nord-ouest/sud-est |
|       | Itinerário Principal do Interior (« Itinéraire principal de l'intérieur »)                                   | Portelo – Faro                       | nord-est/sud       |
|       | Itinerário Principal da Beira Litoral (« Itinéraire principal de la Beira Litoral »)                         | Vila Verde da Raia – Figueira da Foz | nord-est/sud-ouest |
|       | Itinerário Principal do Norte (« Itinéraire principal du nord »)                                             | Porto – Quintanilha                  | ouest/est          |
|       | Itinerário Principal das Beiras Litoral e Alta (« Itinéraire principal des Beira Litoral et Baixa »)         | Aveiro – frontière espagnole         | ouest/est          |
|       | Itinerário Principal da Estremadura e Beira Baixa (« Itinéraire principal d'Estrémadure et de Beira Baixa ») | Peniche – Óbidos                     | ouest/est          |
|       | Itinerário Principal do Alto Alentejo (« Itinéraire principal du Haut Alentejo »)                            | Lisbonne – Caia                      | ouest/est          |
|       | Itinerário Principal do Baixo Alentejo (« Itinéraire principal du Bas Alentejo »)                            | Sines – Vila Verde de Ficalho        | ouest/est          |
|       | Itinerário Principal do Minho e Trás-os-Montes (« Itinéraire principal des Minho et Trás-os-Montes »)        | Viana do Castelo – Vila Real         | nord-ouest/sud-est |